# Kagitega
Kagitega ist eine von sechs Zellen (Verwaltungseinheiten 4. Ebene) im Sektor Cyanika des Distrikts Burera in der Nordprovinz von Ruanda. Sie liegt auf einer Höhe von etwa 2020 m. Nachbarzellen sind im Norden Kamanyana, im Osten Kayenzi, im Südosten Gisovu, im Südwesten Kabyiniro und im Westen Nyagahinga. Entlang der Ostgrenze von Kagitega verläuft in Nord-Süd-Richtung die asphaltierte Nationalstraße 17.